# عزلة الوسط (المحويت)

تعديل مصدري - تعديل

عزلة الوسط هي إحدى عزل مديرية المحويت في محافظة المحويت اليمنية ويبلغ تعداد سكانها 4451 نسمة حسب التعداد السكاني في اليمن لعام 2004.